# Listă de filme de groază supranaturale
Filmul de groază supranatural este un gen cinematografic care combină aspecte ale filmului de groază cu cele ale filmului supranatural. Întâmplările supranaturale din astfel de filme se referă adesea la fantome și demoni, iar multe filme de groază supranaturale conțin elemente religioase. Temele obișnuite ale genului sunt viața de apoi, diavolul și posesia demonică. Nu toate filmele de groază supranaturale se concentrează asupra religiei și pot conține „violență extremă și foarte groaznică” (splatter sau gore).
Aceasta este o listă de filme de groază supranaturale în ordine cronologică, după decenii. 

## Anii 1920
- Häxan (1922), regia Benjamim Christensen
- The Magician (1926), regia Rex Ingram

## Anii 1930
- El fantasma del convento (The Phantom of the Convent, 1934), regia Fernando de Fuentes.[2]

## Anii 1940
- The Uninvited (1944), regia  Lewis Allen.[3]

## Anii 1960
- À Meia-Noite Levarei Sua Alma (At Midnight I'll Take Your Soul) (1964), regia José Mojica Marins. Seria Zé do Caixão (Coffin Joe)
- Carnavalul sufletelor (Carnival of Souls) (1962), regia Herk Harvey[4][5]
- Catacombs (sau The Woman Who Wouldn't Die, 1965), regia Gordon Hessler.[6][7][8]
- Der Fluch der grünen Augen (Cave of the Living Dead; Peștera morților vii 1964), regia Ákos Ráthonyi.[9][10]
- Dracula, prințul întunericului  (Dracula: Prince of Darkness) (1966), regia Terence Fisher.[11][12]
- Ochiul diavolului (Eye of the Devil, 1966), regia J. Lee Thompson.[13][14]
- Incubus (Inkubo, 1966), regia Leslie Stevens. Dialoguri în Esperanto.[15]
- The She Beast (1966), regia Michael Reeves (debut regizoral).[16]
- Esta Noite Encarnarei no Teu Cadáver (This Night I'll Possess Your Corpse, 1967), regia José Mojica Marins. Parte din seria Zé do Caixão (Coffin Joe) care mai conține À Meia Noite Levarei Sua Alma (1963) și Encarnação do Demônio (2008).[17][18][19]

## Anii 1970
- Alucarda sau Alucarda, la hija de las tinieblas (1977), regia Juan López Moctezuma.[20][21]
- Amityville (The Amityville Horror, 1979), regia Stuart Rosenberg.[22][23]
- And Now the Screaming Starts! (1973), regia Roy Ward Baker[24][25]
- The Asphyx sau Spirit of the Dead ori The Horror of Death (1972), regia  Peter Newbrook[26][27][28][29]
- The Astrologer sau Suicide Cult (1975), regia James Glickenhaus[30]
- Black Noon (1971), regia Bernard L. Kowalski[31][32][33]
- Blood from the Mummy's Tomb (1971), regia Seth Holt, Michael Carreras (nemenționat)[34][35]
- Blue Blood (1973) r. Andrew Sinclair[36]
- The Child sau Children of the Night ori Hide and Go Kill (1977) r. Robert Voskanian[37]
- Crowhaven Farm (1970) r. Walter Grauman
- Cruise Into Terror (1978) r. Bruce Kessler
- Dead of Night   (1977) r. Dan Curtis
- Death Bed: The Bed That Eats (1977) r. George Barry
- The Devil's Nightmare sau La plus longue nuit du diable ori La terrificante notte del demonio sau The Devil Walks at Midnight (1971) r. Jean Brismée[38]
- Nu privi acum  (A Venezia... un Dicembre rosso shocking; Don't Look Now, 1973), r. Nicolas Roeg.[39]
- Dracula's Dog (Zoltan...Hound of Dracula; Zoltan, el mastín de Drácula, 1977)
- Exorcistul (The Exorcist, 1973)[40]
- Exorcistul II: Ereticul (Exorcist II: The Heretic, 1977)[41]
- Dumnezeu mi-a poruncit (God Told Me To, 1976), r. Larry Cohen
- Haunted (1977) r. Michael DeGaetano.[42][43]
- The House of Seven Corpses (1974), r. Paul Harrison.[44]
- The House That Would Not Die (TV, 1970) r. John Llewellyn Moxey[45]
- Jaani Dushman (Mortal Enemy, 1979), regia Rajkumar Kohli
- Malpertuis (The Legend of Doom House, 1971)[46][47]
- Nagin (Female Serpent, 1976), r. Rajkumar Kohli.[48][49]
- Necromancy (stilizat NEC'RO•MAN'CY, alt titlu The Witching, 1972), r. Bert I. Gordon.[50]
- La Noche de los Brujos (en. The Night of the Witches sau Night of the Sorcerers, 1974), r. Amando de Ossorio.[51][52][53]
- Nurse Sherri (The Possession of Nurse Sherri sau Black Voodoo,[54][55] Beyond the Living, Hospital of Terror, Killer's Curse sau Hands of Death.[56][57]
- Parapsycho - Spektrum der Angst (en. Parapsycho – Spectrum of Fear, 1975), r. Peter Patzak.[58][59]
- Patrick  (1978), r. Richard Franklin[60][61]
- The Pyx (The Hooker Cult Murders sau La Lunule; 1973), r. Harvey Hart.[62][63]
- Race with the Devil (1975) r. Jack Starrett. Al doilea din trilogia care mai conține The Hired Hand (1971) și 92 in the Shade (1975) al treilea.[64][65]
- The Redeemer: Son of Satan (Class Reunion Massacre, 1978), r. Constantine S. Gochis.[66][67]
- Santinela damnaților (1977)
- Satan's School for Girls  (TV, 1973) r. David Lowell Rich.[68]
- Satan's Slave  (Evil Heritage, 1976), r. Norman J. Warren.[69][70][71][72]
- Scream Blacula Scream (1973) r. Bob Kelljan. Continuare a Blacula (1972).[73]
- Scream of the Wolf (TV, 1974), r. Dan Curtis.[74][75]
- Blestemul demonului muntelui  (The Shadow of Chikara, Demon Mountain, The Ballad of Virgil Cane, Thunder Mountain, Wishbone Cutter sau The Curse of Demon Mountain, 1977), r. Earl E. Smith.[76][77]
- The Spell  (TV, 1977), r. Lee Philips.[78][79]
- Suspiria (1977) r. Dario Argento
- Terror  (1978), r. Norman J. Warren.[80]
- La tía Alejandra (Mătușa Alexandra, 1979), r. Arturo Ripstein.[81][82]
- Tourist Trap r. David Schmoeller[83][84][85]
- Trilogy of Terror (1975) r. Dan Curtis
- The Visitor  sau Stridulum ori Vizitatorul (1979) r. Giulio Paradisi (ca Michael J. Paradise)[86][87][88][89]

## Anii 1980
- 976-EVIL
- Amityville 3-D
- Amityville 4: The Evil Escapes
- Amityville II: The Possession
- Bates Motel
- Bloody New Year
- Cat People (1982)
- Jucăria (Child's Play, 1988)
- De veghe în lanul de porumb (Children of the Corn, 1984)
- Vasul morții (Death Ship, 1980)
- Demonoid
- Devil Fetus
- Doña Lupe
- Eyes of Fire
- Forever Evil
- The Forgotten One
- Noaptea groazei (Fright Night, 1985)
- Ghosthouse
- Ghostkeeper
- Grave Robbers
- Graveyard Disturbance
- The Haunting of Sarah Hardy
- Hellraiser (Clive Barker's Hellraiser, 1987)
- Joey (1985)
- Fortăreața (The Keep, 1983)
- Frați de sânge (The Lost Boys)
- Mystics in Bali
- Near Dark
- Next of Kin (1982)
- Coșmar pe Strada Ulmilor (A Nightmare on Elm Street)
- The Ogre (1989)
- Phenomena
- Possession (1981)
- The Power (1984)
- Prince of Darkness
- Pulgasari
- Satan's Mistress
- Shadow Play
- Spiritual Love
- This House Possessed
- Trick or Treat
- Until Death
- Vampire Buster
- Veneno para las hadas
- Violent Shit
- Witchboard
- Witchtrap
- Zeder

## Anii 1990
- All of Them Witches
- The Amityville Curse
- Amityville Dollhouse
- Amityville: A New Generation
- Amityville: It's About Time
- Candyman (1992 film)
- The Crow: City of Angels
- Dark Waters (1994 film)
- Daughter of Darkness (1990 film)
- The Devil's Advocate (1997 film)
- End of the Wicked
- An Eternal Combat
- The Frighteners
- Ghost Brigade
- Ghostwatch
- Jenma Natchathiram
- Little Witches
- The Minion
- Quicksilver Highway
- Raat (film)
- The Rage: Carrie 2
- Ring (film)
- Shikoku (film)
- Snow White: A Tale of Terror
- Spectre (1996 film)
- Thanga Pappa
- Trilogy of Terror II
- Twilight Zone: Rod Serling's Lost Classics
- Vaa Arugil Vaa
- Witch Hunt (1994 film)
- Witchcraft IX: Bitter Flesh
- Witchcraft V: Dance with the Devil
- Witchcraft VI: The Devil's Mistress
- Witchcraft X: Mistress of the Craft

## Anii 2000
- 5ive Girls
- Aks (2001)
- Amityville (The Amityville Horror, 2005)
- Antichrist
- Arundhati (2009)
- Bakchha
- Bhoot
- Blessed (2004)
- Blood Curse
- Bram Stoker's Dracula's Curse
- Case 39
- Chandramukhi
- The Convent (2000)
- The Covenant
- Crazy Lips
- CrossBones
- The Crow: Salvation
- Dark Floors  (2008)
- Dark Water (2002)
- Dead Daughters
- Dead Silence
- Deadgirl
- Demon Hunter
- Deuteronomium - Der Tag des jüngsten Gerichts
- Devil's Diary
- Dominion: Prequel to the Exorcist
- Eeram
- Embodiment of Evil
- The Eye (2008)
- Forget Me Not (2009)
- Furnace
- The Ghost Inside
- Ghost Voyage
- The Gravedancers
- The Grudge 2
- Half-Caste
- The Haunted School
- The Haunting of Sorority Row
- Haunting of Winchester House
- Humanimal
- Jack O'Lantern
- The Jacket
- Tenebre (Jeepers Creepers, 2001)
- Jennifer's Body
- Ju-On: Black Ghost
- Ju-On: White Ghost
- Left Bank
- The Legend of Lucy Keyes
- Legion of the Dead
- The Living and the Dead (2007)
- Messengers 2: The Scarecrow
- Oglinzi malefice (Mirrors)
- Mother of Tears
- Nine Lives (2002)
- The Nun (2005)
- Octane
- Paranormal Activity
- Paranormal Entity
- Prey
- Raaz: The Mystery Continues
- Rakht
- Red Sands
- The Ring Two
- Saint Ange
- Sauna
- Scary Movie 2
- Seventh Moon
- Shutter (2004)
- Sight
- The Sisterhood (2004)
- Skeleton Crew (Skeleton Crew, 2009)
- Cheia schelet (The Skeleton Key, 2005)
- Stay Alive
- Tamara (2005)
- Theeyavan
- Wes Craven prezintă: Ei (They, 2002)
- Thirteen Ghosts
- Three (2002)
- The Uninvited
- The Visitation
- Voodoo Moon
- White Noise (2005)
- Witchcraft XI: Sisters in Blood
- Wolvesbayne
- The Woods (2006)

## Anii 2010
- 11/11/11
- The Abandoned
- Against the Night
- Ambuli
- Amityville Death House
- The Amityville Haunting
- The Amityville Asylum
- Among the Shadows
- Annabelle
- Annabelle Comes Home
- Annabelle: Creation
- Antrum
- The Autopsy of Jane Doe
- Avenged
- Avunu
- Baskin
- Black Christmas
- Bloodlands
- Blubberella
- Bring Back the Dead
- The Bye Bye Man
- Carrie
- A Christmas Horror Story
- Click
- Clown
- The Conjuring 2
- Countdown
- Crimson Peak
- A Cure for Wellness
- Dangerous Ishhq
- Dark House
- A Dark Song
- Dead Before Dawn
- The Dead Room
- Death House
- Demon
- Demonte Colony
- The Devil's Candy
- Devil's Gate
- The Devil's Rock
- Djinn
- Dobaara: See Your Evil
- Doctor Sleep
- Don't Kill It
- Don't Knock Twice
- Echoes
- Ek Thi Daayan
- Ekkadiki Pothavu Chinnavada
- Eli
- Evangeline
- Evil Dead
- Ezra
- The Final Exit
- The Final Project
- Flatliners
- Flight 7500
- Followed
- Frankenweenie
- Friend Request
- The Gallows Act II
- General Cemetery
- Ghost Shark
- Ghost Shark 2: Urban Jaws
- Ghost Stories
- Ghost Sweepers
- Ghoul
- A Girl Walks Home Alone at Night
- The Golem
- Golpo Holeo Shotti
- Grave Encounters
- Grave Encounters 2
- Grave Halloween
- Greystone Park
- Halik sa Hangin
- The Hallow
- Haunt
- Haunted – 3D
- The Haunting of Helena
- Hellions
- The Hole in the Ground
- Hooked Up
- House of the Disappeared
- House on Willow Street
- I Am a Ghost
- I Am Not a Serial Killer
- I Trapped the Devil
- Impetigore
- The Inside
- Insidious
- Insidious: Chapter 3
- Insidious: The Last Key
- Intruders
- It Chapter Two
- It Comes
- Itsy Bitsy
- Jamie Marks Is Dead
- JeruZalem
- Khamoshiyan
- The Last Exorcism Part II
- Legion
- Lights Out
- The Love Witch
- Lupt
- Malevolent
- Mama
- Mohini
- The Moth Diaries
- Mummy
- Neeya 2
- Night of the Naked Dead
- Oculus
- The Other Side of the Door
- Ouija
- Ouija: Origin of Evil
- The Pact
- The Pact 2
- Pari
- The Phoenix Incident
- Phoonk 2
- The Possession of Hannah Grace
- Pottu
- Pride and Prejudice and Zombies
- Puppet Master: Axis of Evil
- The Queen of Black Magic
- Queen of Spades: Through the Looking Glass
- The Quiet Ones
- Rec 3: Genesis
- Red: Werewolf Hunter
- The Returned
- The Rite
- The Ritual
- Road Kill
- Satan's Slaves
- Scary Stories to Tell in the Dark
- Shadow People
- Silent Hill: Revelation
- Stitches
- The Traveler
- Under the Shadow
- Uninhabited
- V/H/S
- Velvet Buzzsaw
- Viy (Вий, Forbidden Empire au Forbidden Kingdom, 2014)
- Viy 2: Journey to China
- The Wailing
- We Are the Night
- When the Lights Went Out
- The Windmill Massacre
- The Witch
- The Wolfman
- Wounds
- The Wretched
- The Zombie King

## Anii 2020
- Antlers (film)
- Baba Yaga: Terror of the Dark Forest (Яга. Кошмар тёмного леса, 2020) [90][91][92]
- Candyman (2021 film)
- Children of the Corn (2020 film)
- The Craft: Legacy
- Don't Click (2020 film)
- The Empty Man (film)
- Evil Eye (2020 film)
- Fantasy Island (film)
- Freaky (film)
- Ghosts of War (2020 film)
- The Grudge (2020 film)
- I Am Fear
- The Turning (2020 film)